# Beals (månekrater)
Beals er et nedslagskrater på Månen. Det befinder sig på Månens forside nær den østlige rand. Fra Jorden ses krateret næsten helt fra siden, så det kan bedst observeres under gunstige librationer. Det er opkaldt efter den canadiske astronom Carlyle S. Beals (1899-1979).
Navnet blev officielt tildelt af den Internationale Astronomiske Union (IAU) i 1982.
Bealskrateret hed tidligere "Riemann A", før det fik nyt navn af IAU til ære for C. Beals.

## Omgivelser
Bealskrateret ligger over den sydvestlige rand af Riemannkrateret. Mod vest ligger den store, bjergomgivne slette Gauss. 

## Karakteristika
Dette krater er kun lidt nedslidt og der er ingen betydende nedslag i det. Den indre væg er snævrere langs den nord-nordøstlige side, hvor krateret trænger ind i Riemann, og randen er noget irregulær i den sydlige del. Kraterbunden har nogle få højderygge nær sin midte.

## Måneatlas
- Billeder af Bealskrateret i LPI-måneatlasset